# Septembre 1821

## Événements
- États-Unis : Emma Willard fonde les Séminaire des femmes de Troie, la première institution reconnue d’enseignement pour jeunes filles aux États-Unis.
- Grèce : les habitants de Samothrace sont massacrés par les Turcs[1].

- 1er septembre, France : Laurence Balzac, la plus jeune sœur d'Honoré de Balzac, épouse Armand-Désiré Michaut de Saint-Pierre de Montzaigle.

- 4 septembre : affirmation des droits exclusifs de la Russie en Alaska, au nord du 51e parallèle[2].

- 9 septembre : arrivée du Zodiaque de Dendérah à Marseille ; il est transporté à Paris ou il arrive au début de janvier[3]. Sébastien Louis Saulnier avait chargé Claude Lelorrain de ramener coûte que coûte ce zodiaque égyptien afin de mettre un terme à la polémique du débat soulevée par les savants remettant en question la datation de la création du monde selon la Bible.

- 12 septembre : victoire royaliste à la bataille de Huachi[4]. Sucre suspend l'attaque de Quito.

- 13 septembre : bulle papale interdisant la constitution de sociétés secrètes (Ecclesiam a Jesu Christo)[5].

- 15 septembre : acte d’indépendance de l’Amérique centrale[6] (Costa Rica, Guatemala, El Salvador, Nicaragua et Honduras).

- 18 septembre, États-Unis : fondation du Amherst College à Amherst, dans le Massachusetts

- 19 septembre : la garnison espagnole assiégée dans Callao capitule[7].

- 27 septembre :
  - la vice-royauté de Nouvelle-Espagne conquiert son indépendance ; la région frontalière avec les États-Unis finit par former le Premier Empire mexicain.
  - Agustín de Iturbide entre dans Mexico puis est proclamé empereur du Mexique sous le nom d’Augustin Ier (fin en 1823)[8].

- 28 septembre : Juan O'Donojú, dernier vice-roi de Nouvelle-Espagne, signe l'Acte d'Indépendance du Mexique[9].

## Naissances
- 15 septembre : Victor Guérin (mort en 1890), universitaire et ethnologue français.
- 20 septembre : Auguste Pomel (mort en 1896), paléontologue, géologue et politicien français.

## Décès
- 1er septembre : Antoine Gouan (né en 1733), botaniste français.
- 2 septembre : Pierre Melchior d'Adhémar, militaire et administrateur français des XVIIIe et XIXe siècles (1740-1821).
- 14 septembre :
  - Stanisław Kostka Potocki, noble, politicien et écrivain polonais (° novembre 1755).
  - Heinrich Kuhl (né en 1797), zoologiste allemand.
- 18 septembre : Jean-Nicolas Corvisart (né en 1755), médecin français.